# Lishan (socken i Kina, Shandong)
Lishan (kinesiska: 历山, 历山街道) är en socken i Kina. Den ligger i provinsen Shandong, i den östra delen av landet, omkring 120 kilometer sydost om provinshuvudstaden Jinan. Antalet invånare är 97 248. Befolkningen består av 48 302 kvinnor och 48 946 män. Barn under 15 år utgör 18,0 %, vuxna 15-64 år 75 %, och äldre över 65 år 6,0 %.
Genomsnittlig årsnederbörd är 865 millimeter. Den regnigaste månaden är juli, med i genomsnitt 304 mm nederbörd, och den torraste är januari, med 8 mm nederbörd.